# BMC Racing Team/Saison 2007
Mannschaft und Erfolge des BMC Racing Team in der Saison 2007.

## Erfolge

### Erfolge in der UCI Europe Tour
In der Saison 2007 gelangen dem Team nachstehende Erfolge in der UCI Europe Tour.
| Datum   | Rennen                                              | Fahrer          |
| ------- | --------------------------------------------------- | --------------- |
| 10. Mai | 2b. Etappe Giro della Regione Friuli Venezia Giulia | BMC Racing Team |

### Erfolge in der Cyclocross Tour
In den Rennen der Cyclocross-Saison 2007/08 gelangen dem Team nachstehende Erfolge.
| Datum        | Rennen                     | Fahrer         |
| ------------ | -------------------------- | -------------- |
| 26. Dezember | Int. Radquer, Dagmersellen | Alexandre Moos |

## Kader
| Name             | Geburtstag        | Nationalität       | Team 2006                      |
| ---------------- | ----------------- | ------------------ | ------------------------------ |
| David Galvin     | 19. November 1981 | Vereinigte Staaten | Neoprofi                       |
| Jonathan Garcia  | 10. August 1981   | Vereinigte Staaten | Neoprofi                       |
| Ken Hanson       | 14. April 1982    | Vereinigte Staaten | Neoprofi                       |
| Chad Hartley     | 20. Juni 1981     | Vereinigte Staaten | TIAA-CREF                      |
| Ian McKissick    | 20. August 1980   | Vereinigte Staaten | Neoprofi                       |
| Nathan Miller    | 31. Mai 1985      | Vereinigte Staaten | Team Monex                     |
| Scott Moninger   | 20. Oktober 1966  | Vereinigte Staaten | Health Net-Maxxis              |
| Alexandre Moos   | 22. Dezember 1972 | Schweiz            | Phonak Hearing Systems         |
| Scott Nydam      | 9. April 1977     | Vereinigte Staaten | Neoprofi                       |
| Jake Rosenbarger | 6. August 1978    | Vereinigte Staaten | Ex-Profi                       |
| Mike Sayers      | 12. Januar 1970   | Vereinigte Staaten | Health Net-Maxxis              |
| Dan Schmatz      | 21. Mai 1974      | Vereinigte Staaten | Kodakgallery.com-Sierra Nevada |
| Jackson Stewart  | 30. Juni 1980     | Vereinigte Staaten | Kodakgallery.com-Sierra Nevada |
| David Vitoria    | 15. Oktober 1984  | Schweiz            | Phonak Hearing Systems         |